# Американська ропуха звичайна
Американська ропуха звичайна (Anaxyrus americanus) — вид земноводних з роду американська ропуха родини ропухові. Має 2 підвиди.

## Опис
Загальна довжина досягає 5—11,1 см. Голова помірного розміру. Тулуб дещо витягнутий. Паротиди відокремлені від кісткових гребенів позаду очей або з'єднані з ним короткою шпорою. Паротиди витягнуті. Заочноямкові гребені високі, без вираженого здуття. Шкіра спини вкрита великою кількістю дрібних та середніх бородавок. Бородавки розвинені також на спинній стороні гомілки. Характерною особливістю є невеликі темні плями на спині з сильно збільшеними бородавками.
Забарвлення коливається від жовтувато-коричневого до бурого. З боків є зеленуватий малюнок. Бородавки зазвичай червонуваті або коричневі.

## Спосіб життя
Населяє різні місцини: від приміських ландшафтів до гірських пустель. Тримається поблизу водойм, воліючи вологі укриття та схованки. Живляться комахами та іншими безхребетними.
Самиці відкладають до 2000 ікринок. Личинки з'являються через 2—14 дні. Пуголовки доволі швидко ростуть. Метаморфоз триває 50—65 днів.

## Поширення
Поширена від провінції Монітоби (Канада) до північного Техасу уздовж всього східного узбережжя США, ізольована популяція живе на о.Ньюфаундленд.

## Підвиди
- Anaxyrus americanus charlesmithi
- Anaxyrus americanus americanus